# Rudolf Staub
Rudolf Staub (* 19. Januar 1890 in Glarus; † 25. Juni 1961 in Fex, Engadin) war ein Schweizer Geologe, der sich besonders mit der Tektonik der Alpen befasste.

## Biografie

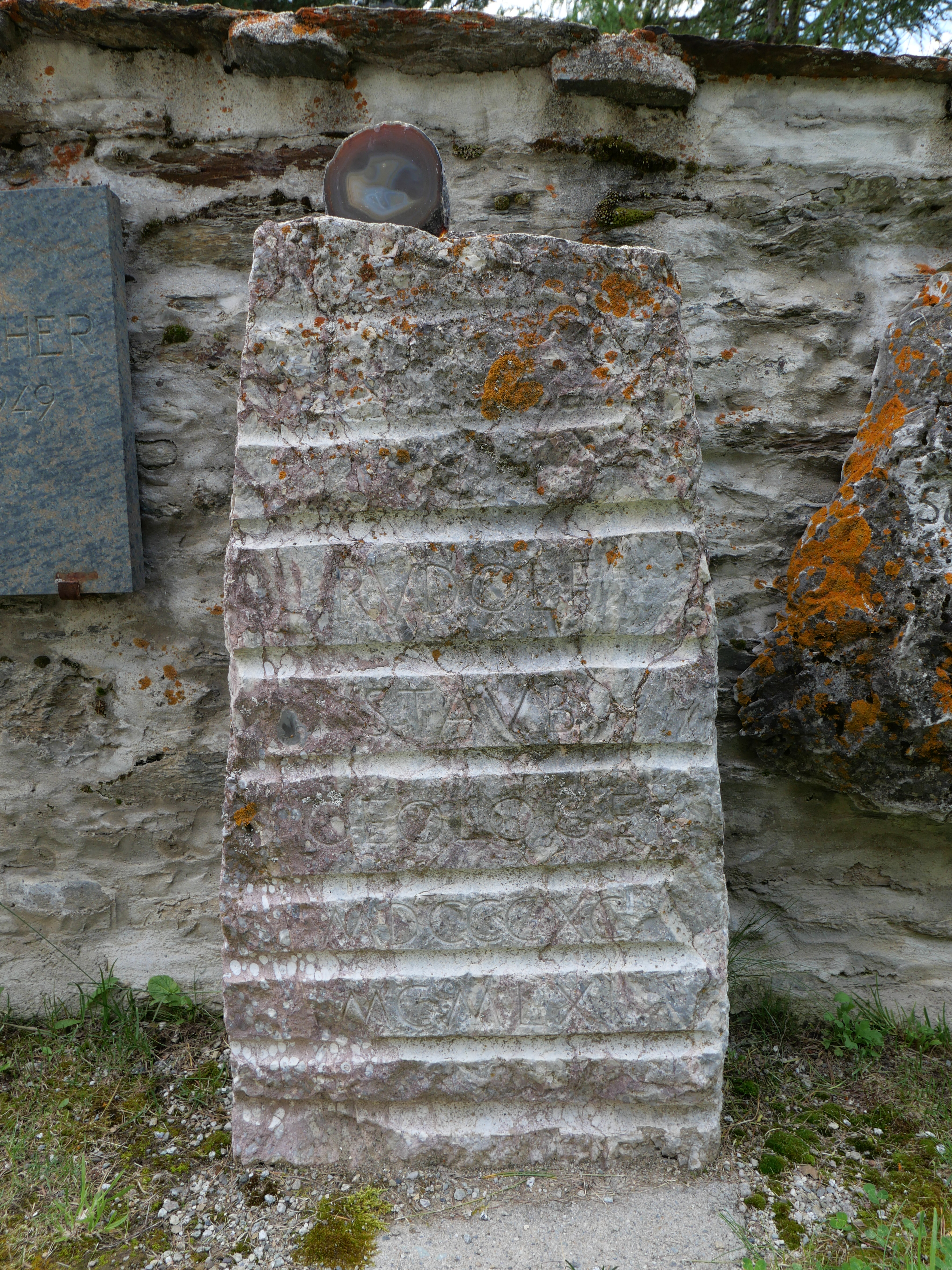
Der Grabstein im Jahr 2024

Staub machte 1908 an der Kantonsschule Trogen seine Matura und studierte zunächst Ingenieurwesen an der ETH Zürich, bevor er zur Geologie an die Universität Zürich wechselte. Er hörte dort Vorlesungen bei Albert Heim und Jakob Oberholzer und promovierte bei J. Grubenmann (Über granitische und monzonitische Gesteine im westlichen Berninagebiet, ein Beitrag zur Kenntnis der Gesteinsmetamorphose). Er war finanziell unabhängig und konnte sich ganz der geologischen Forschung widmen. Im Ersten Weltkrieg war er Militärgeologe und kartierte unter anderem geologisch das Val Bregaglia. 1926 wurde er Privatdozent an der ETH Zürich und 1928 ordentlicher Professor für Geologie, sowohl an der ETH als auch an der Universität Zürich, und Direktor der Geologischen Institute an beiden Universitäten, was er bis zu seiner Emeritierung blieb. Im Zweiten Weltkrieg leitete er den Geologischen Dienst der Schweizer Armee. 1942 bis 1944 war er Dekan der Philosophischen Fakultät der Universität Zürich. 1957 ging er in den Ruhestand und war Honorarprofessor an der Universität Zürich.
Staub war geologischer Berater bei Talsperrenbauten in der Schweiz. Er war Anhänger der Kontinentalverschiebungstheorie von Alfred Wegener, und das Identifizieren sich daraus ergebender tektonischer Leitlinien war eines seiner Hauptanliegen. 1958 erhielt er die Eduard-Sueß-Gedenkmünze und wurde Ehrenmitglied der Österreichischen Geologischen Gesellschaft. Er war Mitglied der Schweizer Naturforschenden Gesellschaft, der Geological Society of London, der italienischen, belgischen und französischen geologischen Gesellschaft (in letzterer war er Vizepräsident). Er war Mitglied der Naturforschenden Gesellschaft Graubünden und im Vorstand der Naturforschenden Gesellschaft Zürich.
Staub fand seine letzte Ruhestätte auf dem Friedhof der aus dem 15. Jahrhundert stammenden Bergkirche Fex-Crasta im Fextal.

## Schriften
- Der Bau der Alpen, Beiträge zur geolog. Karte der Schweiz, Neue Folge, Band 52, Bern 1924
- Bewegungsmechanismen der Erde, Borntraeger 1928
- Grundzüge und Probleme alpiner Morphologie, Denkschrift Schweizer Naturforschende Gesellschaft, Band 69, 1934, S. 1–183
- Geologische Karte der Berninagruppe und ihrer Umgebung, 1946 (1:50.000)
- Betrachtungen über den Bau der Südalpen, Eclogae geol. Helv., Band 42, 1949, S. 215–408
- Über die Beziehungen zwischen Alpen und Apennin und die Gestaltung der alpinen Leitlinien Europas, Eclogae geol. Helv., Band 44, 1951, S. 21–130
- Der Bau der Glarner Alpen und seine prinzipielle Bedeutung für die Alpengeologie, Tschudi, Glarus 1954